# 고창 선운사 참당암 대웅전
고창 선운사 참당암 대웅전(高敞 禪雲寺 懺堂庵 大雄殿)은 전북특별자치도 고창군 아산면, 선운사에 있는 조선시대의 대웅전이다. 1984년 11월 30일 대한민국의 보물 제803호로 지정되었다.

## 개요
선운사에 속해 있는 암자인 창당암의 대웅전이다. 선운사는 신라 진흥왕이 절을 세웠다는 설과 백제 위덕왕 24년(577) 고승 검단선사가 지었다는 두 가지 설이 전한다. 조선 선조 30년(1597) 정유재란 때 모든 건물이 불에 탄 것을 다시 세우기 시작하여 광해군 11년(1619)에 끝을 맺었는데 그 뒤로도 여러 차례 수리를 거쳐 오늘에 이르고 있다. 선운사에는 원래 많은 암자가 있었으나 지금은 동운암·석상암·참당암·도솔암만 남아 있다.
고창 선운사 참당암 대웅전은 의문화상이 신라 진평왕의 부탁으로 지었다고 하는데 여러 차례 수리를 거친 것으로 지금 있는 건물은 조선시대의 것이다.
규모는 앞면 3칸·옆면 3칸이며 지붕은 옆면에서 볼 때 사람 인(人)자 모양을 한 맞배지붕이다. 지붕 처마를 받치기 위해 장식하여 짜은 구조가 기둥 위뿐만 아니라 기둥 사이에도 있다. 이를 다포 양식이라 하는데 앞면에 짜인 공포는 전형적인 18세기 다포 양식을 보이고 있는 반면, 뒷면은 기둥 위에만 공포가 있는 주심포 양식을 취하고 있다. 이는 건물을 수리할 때 고려시대의 부재를 재활용한 것이라 짐작한다.
고려시대 다른 건축물과 비교할 수 있는 중요한 자료가 되는 건물이다.

## 현지 안내문
이 대웅전은 석가모니를 모신 곳으로 신라때 의운 스님이 진평왕(579~631)의 시주를 받아 처음 세웠고 조선 영조 1년(1724년)에 고친 것이다. 협시보살로는 고통을 없애 준다는 내세지보살과 자비의 상징인 관세음보살을 모셨다. 세 불상 모두 나무로 만들고 도금한 것이다. 건물의 후면에는 고려시대의 부재가 남아 있다. 참당암은 선운사에 속한 암자 가운데 하나로, 죄를 뉘우치고 참회하는 곳이라는 뜻이다.

## 같이 보기
- 선운사

## 참고 자료
- 고창 선운사 참당암 대웅전 - 국가유산청 국가유산포털